# Parantica paculus
Parantica paculus är en fjärilsart som beskrevs av Hans Fruhstorfer 1908. Parantica paculus ingår i släktet Parantica och familjen praktfjärilar. Inga underarter finns listade i Catalogue of Life.